# Srpska književnost u doba baroka
Godine 1690. je znatan deo naroda s patrijarhom Arsenijem III Čarnojevićem na čelu prebegao iz Turske i nastanio se na područje tadašnje Ugarske. Iako je većina naroda ostala u Turskoj, glavno poprište srpskog nacionalno-verskog, političkog i kulturnog života nalaziće se na severu, u srpskim naseobinama u Ugarskoj.

## Razvoj književnosti
U novim prilikama oživeo je rad na knjizi. Otvorene su mogućnosti za dublji kulturni preobražaj srpskog društva, za stvaranje nove, svetovne, građanske kulture po zapadnoevropskom modelu. Ta tendencija pobediće tek u poslednjim decenijama 18. veka, s Obradovićem. U književnom stvaranju od velike seobe do Dositeja mešaju se elementi starog i novog, duhovnog i svetovnog, srednjovekovnog i novovekovnog, crkvenog i građanskog. To je tipično prelazno doba u kojem se jasno izdvajaju dva podrazdoblja: u prvom se nastavlja tradicija stare književnost, a u drugom se prihvataju moderniji, ruskoslovenski modeli. Kao i u ranijim epohama, središnji položaj u književnosti zauzimaju istoriografski spisi.

## Gavril Stefanović Venclović
Gavril Stefanović Venclović, kao propovednik i pisac delovao je u prvoj polovini 18. veka po severnim srpskim naseobinama u Ugarskoj; u Komoranu, Đuru i Sent-Andreji, gde je, izgleda, najduže živeo. U onovremenim zapisima njegovo ime pojavljuje se prvi put 1711, a poslednji put 1747, kada je bio u dubokoj starosti. Venclović je ostavio dvadesetak rukopisnih zbornika, od kojih je polovina na srpskoslovenskom a polovina na narodnom jeziku. Zbornici na narodnom jeziku, nastali u periodu 1732-1746, sadrže prevode besednika istočne crkve od Jovana Zlatoustog do ruskih i ukrajinskih propovednika 17. veka, a zatim žitija i druge narativne sastave. Pored žitija, u svoje besede Venclović je uključio srednjovekovna predanja, praznoverice i priče. Venclović se spušta u čulno, materijalno, bavi se pitanjima iz praktičnog života, neprestano komunicira sa svojim neobrazovanim slušaocima jezikom i stilom koji je njima blizak. Venclović je pisac kojim se završava stara srpska književnost, a mogao je biti prvi pisac nove književnosti.

## Ruskoslovensko doba
U vreme kada je Venclović sastavljao svoje zbornike na narodnom jeziku, u srpskoj književnosti izvršen je preokret s dalekosežnim posledicama: napušten je stari, srpskoslovenski, a na njegovo mesto u crkvenu službu, škole i knjige uvedena je ruska varijanta crkvenoslovenskog,što se objašnjava time što su prešli iz Turske potpuno nepripremljeni za život u jednoj kulturno razvijenijoj a njima neprijateljski nastrojenoj sredini, bili su bez škola i učitelja, bez knjiga i štamparija. U takvim okolnostima oni se okreću "jednovernoj" i "jednojezičkoj" Rusiji, s kojom nisu prestajale kulturne veze kroz ceo srednji vek, a u turskim vremenima još su ojačale.

### Jovan Rajić i Zaharije Orfelin
Jovan Rajić (1726—1801), učenik Kijevske duhovne akademije, teolog po obrazovanju, od 1772. kaluđer i arhimandrit manastira Kovilja, napisao je više spisa teološkog, istoriografskog i književnog karaktera, među kojima se izdvajaju religiozno-moralni Kant o vospominaniju smrti, alegorijsko-istorijski spev na narodnom jeziku Boj zmaja sa orlovi (1891), zbirka moralnih priča Cvetnik (1802), prevedenih s nemačkog, prerada drame Kozačinskog o Urošu V i monumentalna Istorija raznih slavenskih narodov, najpače Bolgar, Horvatov i Serbov (završna 1768. a objavljena u četiri toma 1794-5). Kao istoričar Rajić je najznačajniji predstavnik srpske istoriografije 18. veka koja, između Brankovića i Rajića, obuhvata još nekoliko imena (Pavle Julinac, Vasilije Petrović, Simeon Končarević, Simeon Piščević i dr.). Koristio se raznim domaćim i stranim izvorima, a glavni su mu oslonac Brankovićeve Hronike. Svrha je njegova dela rodoljubiva i prosvetiteljska. On slavi uspehe srpskih vladara u upravljanju državom, u ratovima, a kritikuje ih zbog nedovoljne brige az škole i nauku. Smatra da sve nesreće naroda imaju dva izvora, neslogu i neprosvećenost. Iako nekritična po metodu, pisana uz to nepristupačnim crkvenoslovenskim jezikom, Istorija je značajna kako za književnost, za njenu tematsku orijentaciju prema prošlosti, tako i šire, za oblikovanje nacionalne svesti kod nas.
Zaharije Orfelin (1726—1785) učinio je korak dalje u modernizaciji srpske književnosti. Svestrano obdaren, bio je pesnik, slikar, istoričar, fizičar, pisac školskih udžbenika itd. Kao pesnik, Orfelin je najznačajnija pojava u srpskoj poeziji 18. stoleća. Napisao je desetak dužih pesama, od kojih je najznačajnija Plač Serbii (1761), u dve verzije, narodnoj i crkvenoslovenskoj. To je antiaustrijska, antiklerikalna, buntovnička pesma. Orfelin je najizrazitiji novator među našim piscima do Dositeja. Njegov Slavenoserbski magazin (Venecija, 1768) prvi je pokušaj časopisa kod Južnih Slovena i prva naša svetovna, građansko-prosvetiteljska knjiga. Najopsežnije Orfelinovo delo je Žitije Petra Velikog (1772), prva slovenska monografija o ruskom caru, u čijem je liku otelovio ideal prosvećena monarha, junaka filozofske misli 18. veka.